# Burg Nyggenborch
Die Nyggenborch, auch Wewelsburg genannt, ist eine abgegangene Burg im Ortsteil Schötmar der lippischen Stadt Bad Salzuflen in Nordrhein-Westfalen in Deutschland.

## Geschichte
Die durch die Edelherren zur Lippe in der zweiten Hälfte des 14. Jahrhunderts in Schötmar erbaute Nyggenborch, deren Name Neue Burg bedeutet, war möglicherweise ein Ersatz für die zuvor aufgegebene Burg Gestingen. Die Nyggenborch wurde erstmals 1389 schriftlich erwähnt; Simon III. zur Lippe versetzte sie zusammen mit dem Dorf Schötmar im gleichen Jahr an die Familie von Münchhausen. Vermutlich diente die Burg als Verwaltungsmittelpunkt für verschiedene lippische Güter und als Sitz der Herrschaft über Salzuflen. Die Burg wurde gegen Ende des Mittelalters, wahrscheinlich zwischen 1451 und 1518, aufgegeben. Von der Burg, die im Volksmund auch als „Wewelsburg“ bezeichnet wurde, sind heute keine sichtbaren Spuren mehr erhalten.

## Lage
Die Burg befand sich nach schriftlichen Überlieferungen in unmittelbarer Nähe zur Kilianskirche. Vermutet wird ihre Lage nordöstlich der Kirche, dieses ist aber bisher nicht archäologisch nachgewiesen. Möglicherweise waren Teile der noch heute existierenden Kirchhofsmauer in die Befestigung der Burg einbezogen.